# 이정석 (1917년)
이정석(李丁錫, 1917년 9월 1일 충북 음성 ~ 1990년 11월 29일)은 대한민국 경찰 출신 정치인이다.

## 생애
제1공화국에서 대통령 이승만의 경호를 담당하던 기관인 경무대경찰서 서장을 역임하였다. 제1공화국 말기에 자유당에서 정계에 입문하였다가, 4·19 혁명 성공 후 대한민국 제5대 총선에 고향 음성에서 무소속으로 출마해 당선되었다. 그러나 제1공화국 때의 전력으로 인해 반민주행위자로 결정되어 의원직을 상실하였다. 5·16 군사정변이 일어나 제2공화국이 붕괴하자 정계에 복귀하여 제4공화국까지 4선 의원을 지냈다.

## 학력
- 충북 음성군 삼성초등학교 졸업
- 충북행정중고등학교 졸업
- 국립경찰대학교 졸업

## 약력
- 경무대경찰서 서장
- 부산 지역 경찰서장
- 대한민국 내무부 치안국 통신과장
- 자유당 중앙당 선전위원
- 1960년 ~ 1961년 : 제5대 국회의원 (무소속)
- 한국청년웅변협회 회장
- 민주공화당 중앙상임위원
- 민주공화당 중앙위 부의장
- 1967년 ~ 1971년 : 제7대 국회의원 (민주공화당)
- 1971년 ~ 1972년 : 제8대 국회의원 (민주공화당)
- 1979년 ~ 1980년 : 제10대 국회의원 (유신정우회)

## 같이 보기
- 경무대경찰서
- 민주공화당

## 역대 선거 결과
|  | 32.45% |

|  | 15.16% |

|  | 50.6% |

|  | 49.18% |

|  | 0% |